# Åbymässan
Åbymässan var en mäss- och konferensanläggning vid Åbytravet i Mölndal. 
Mässhallen på 11500 kvadratmeter öppnade i januari 2019 och var en del av den internationella belgiska mässkoncernen Easyfairs. Åby hotell är sammanbyggt med den förra mässhallen. I maj 2019 hölls bland annat Comic Con Göteborg i mässans lokaler, men på grund av den därpå förödande  covid-19-pandemins ankomst tvingades verksamheten läggas ner och upphörde helt i slutet av 2020. Därefter byggde Easy Padel om det mesta av mässytan till en av världens större anläggningar för padel med invigning våren 2021.